# Kiến mật
Kiến mật là các loài kiến thuộc họ Formicidae. Chúng thuộc một trong năm chi, bao gồm Myrmecocystus. Được lần đầu ghi nhận vào năm 1881 bởi Henry C. McCook.
Kiến mật thợ nhồi thực phẩm dưới dạng thức ăn dự trữ trên ngay cơ thể của chúng để bảo đảm sự sống cho cả đàn vượt qua những thời điểm khó khăn, khô hạn. Đến khi thức ăn trở nên khan hiếm, những con kiến thợ nhả ngược mật trở ra cho đồng loại từ chiếc bụng căng phồng như những quả nho của chúng. Những con kiến thợ bắt mồi, đem về, cho kiến dự trữ và ấu trùng, kiến dự trữ chuyển hóa đồ ăn thành đạm và mật ngọt.

## Giải phẫu
Bụng của các loài bao gồm các hạch cứng ở lưng (tấm cứng) được nối với nhau bằng màng khớp mềm hơn. Khi bụng trống rỗng, màng khớp gấp lại và các hạch cứng chồng lên nhau, nhưng khi bụng đầy, màng khớp sẽ căng ra hoàn toàn, khiến các củng mạc tách ra rộng rãi.

## Các chi
Hành vi dự trữ mật có ở các chi kiến sau:
- Camponotus Australia
- Cataglyphis Bắc Phi
- Leptomyrmex Melanesia
- Melophorus Australia
- Myrmecocystus Bắc Mỹ.[1]
- Plagiolepis Nam Phi
- Prenolepis Bắc Mỹ